# Pour l'honneur (film)
Pour plus de détails, voir Fiche technique et Distribution.
Pour l'honneur est une comédie française réalisée par Philippe Guillard, sortie en 2023.

## Synopsis
Dans la campagne française, deux villages se livrent à une guerre de clocher depuis plusieurs générations : Trocpont-sur-Vézère et Tourtour-les-Bains. Cette animosité est symbolisée par un derby de rugby, dont Trocpont a pris l'habitude de sortir le plus souvent gagnant. Les choses basculent lorsqu'un groupe de demandeurs d'asile arrive, bouleversant la vie de ces deux villages.

## Fiche technique
Sauf indication contraire, les informations mentionnées dans cette section peuvent être confirmées par les bases de données cinématographiques IMDb et Allociné,  présentes dans la section « Liens externes ».
- Titre original : Pour l'honneur
- Réalisation : Philippe Guillard
- Scénario : Éric Fourniols et Philippe Guillard
- Musique : Gisèle Gérard-Tolini
- Décors : Laurent Avoyne
- Costumes : Pauline Berland
- Photographie : Denis Roudens
- Montage : Vincent Zuffranieri
- Son :
- Production : Vincent Roget, Florian Genetet-Montel
- Sociétés de production : Same Player et Montauk Films
- Sociétés de distribution : Apollo Films
- Pays de production :  France
- Langue originale : français
- Format : couleur — 2,35:1
- Genre : action
- Durée : 86 minutes
- Dates de sortie :
  - France : 3 mai 2023 (en salles)

## Distribution
Sauf indication contraire ou complémentaire, les informations mentionnées dans cette section proviennent du générique de fin de l'œuvre audiovisuelle présentée ici.
- Olivier Marchal : Marco Bianchoni
- Olivia Bonamy : Anabella Bianchoni
- Paco Fuster : Matteo Bianchoni
- Lucie Fagedet : Chiara Bianchoni
- Mathieu Madénian : Dédé
- Solène Hébert : Emilie
- Claude Musungayi : De Gaulle
- Saabo Balde : Salifou
- Sâm Mirhosseini : Jawad
- Nabiha Akkari : Nawal El-Azem
- Ariane Naziri	: Shabana
- Sacko Camara : Ibrahim
- Camille Aguilar : Camille
- Tom Villa : François Lalanne
- Geoffroy Thiebaut : Christophe Gantzer
- Philippe Duquesne : Norbert, président du club de Tourtour
- Fabienne Galula : Claudine, l'épouse de Norbert
- Marius Bernini : Kevin Gantzer, fils de Christophe Gantzer
- Iñaki Lartigue : Nino
- Frédéric Sandeau : monsieur Perez
- Amélie Prevot : madame Perez
- Patrick Sébastien : Victor Lalanne, le père de François Lalanne
- Omar Hasan: le curé de Tourtour-les-Bains
- Aurélien Rougerie : un coach de Meymac
- Elvis Vermeulen : un coach de Meymac
- Vincent Clerc : un joueur d'Uzerche
- Louis Picamoles : un joueur d'Uzerche
- Guilhem Guirado : un joueur d'Uzerche
- Dimitri Yachvili : un joueur d'Uzerche
- Nans Ducuing : un arbitre
- Cédric Heymans : un ouvrier de salaison
- Daniel Herrero : le narrateur (voix)

## Production

### Genèse
Le film trouve son origine dans une véritable histoire. Un petit village du sud de l'Italie a vu débarquer des demandeurs d'asile. La population locale n'était pas très heureuse d'accueillir cette nouvelle population et l'a signifiée notamment par la signature d'une pétition. Parallèlement à cela, le village en question possédait une petite équipe de football, mais qui était mal en point. Au bout d'un moment, certains demandeurs d'asile ont commencé à y jouer et se sont progressivement intégrés. Cette anecdote fut découverte par Éric Fourniols, ancien rugbyman de Toulouse et « ami de longue date » du réalisateur Philippe Guillard, qui en a informé ce dernier.

### Attribution des rôles
Olivier Marchal avait déjà tourné avec le même réalisateur sur les films Le Fils à Jo et Papi Sitter.
Le film a embauché plus de « 200 figurants gaillards », dont une partie n'était autre que les membres du CA Meymac, jouant ici leur propre rôle de rugbymen,.
Comme pour Le fils à Jo, premier film du réalisateur, de nombreuses personnalités du rugby font partie de la distribution, parmi lesquels Vincent Clerc, Nans Ducuing, Didier Faugeron, Guilhem Guirado, Omar Hasan, Cédric Heymans, Louis Picamoles, Aurélien Rougerie, Elvis Vermeulen, et Dimitri Yachvili.

### Tournage
Le film fut essentiellement tourné en Corrèze à Brive-la-Gaillarde, Dampniat, Uzerche et Meymac. Cette dernière, où est situé Tourtour-les-Bains, accueille l'essentiel de l'intrigue.
Le tournage s'est déroulé dans la région pendant une période de 6 semaines durant l'été 2022,.

« Je cherche toujours à faire mes films sur des terres de rugby »

— Philippe Julliard, La Montagne

## Accueil

### Accueil critique
En France, le site Allociné donne la note de 3⁄5, après avoir recensé et interprété 8 critiques de presse.
Pour Corinne Renou-Nativel (La Croix), « le cinéaste ne craint pas les bons sentiments. Sa comédie assène un message d’accueil et d’inclusion, avec suffisamment de reparties pour dépasser le propos convenu. »
Isabelle Baudet (Les Fiches du cinéma) introduit sa critique avec ces mots : « Ancien rugbyman, Philippe Guillard renoue avec ses premières amours ovales pour un récit où débordent bons sentiments et répliques plutôt drôles. »
Michel Bezbakh (Télérama) n'a pas été convaincu par le rendu final du long métrage : « Dans ce film de Phillipe Guillard, l’honneur, c’est d’accueillir des migrants. Si le sujet est d’actualité, son traitement angélique et parfois absurde n’a rien à voir avec la vie. Ni même avec le cinéma. »

### Box-office
Pour son premier jour d'exploitation en France, Pour l'honneur réalise 22 050 entrées, dont 14 017 en avant-premières, pour un total de 1 427 entrées proposées. En comptant pour ce premier jour les avant-premières, le film se positionne en seconde place du box-office des nouveautés pour sa journée de démarrage, derrière Les Gardiens de la Galaxie Vol. 3 (159 499) et devant Showing Up (4 632).
Au bout d'une première semaine d’exploitation dans les salles françaises, le long métrage totalise 91 813 entrées, pour une septième place au box-office hebdomadaire, derrière Evil Dead Rise (99 556) et devant Notre tout petit petit mariage (88 376).
| Pays ou région | Box-office      | Date d'arrêt du box-office | Nombre de semaines |
| -------------- | --------------- | -------------------------- | ------------------ |
| France         | 176 047 entrées | 13 juin 2023               | 6                  |
| Total mondial  | 1 278 576 $     | -                          | -                  |